# Hospital Santa Bárbara de Soria
El Hospital Santa Bárbara de Soria es el centro hospitalario principal de la ciudad. Fue inaugurado por Adolfo Suárez el 2 de julio de 1980. Es el hospital de referencia del Complejo Asistencial de Soria.

## Historia
El hospital se construyó en la zona conocida como Eras de Santa Bárbara, junto a la ermita del mismo nombre, a las afueras de la ciudad.
El presidente Adolfo Suárez llegó en helicóptero la mañana del 2 de julio de 1980 para inaugurar la Residencia Sanitaria (Insalud), que actualmente conocemos con el Hospital Santa Bárbara. Junto a Suárez, estuvieron presentes el ministro de Sanidad, Joan Rovira Tarazona; el director general de Coordinación Informativa, Jesús Picatoste; Rosa Posada y Aurelio Delgado su secretario particular.
En la actualidad el hospital se encuentra en un proceso de reforma integral y ampliación desde el año 2007, unas obras que fueron paralizadas en 2012 y que se reanudaron el año 2019.
 Está prevista la continuidad de las obras en los próximos años según se recoge en las promesas electorales.

## Servicios
El hospital de Santa Bárbara cuenta con los siguientes servicios:
1. Admisión - documentación clínica
2. Alergología
3. Análisis clínicos
4. Anatomía patológica
5. Anestesia y reanimación
6. Aparato digestivo
7. Bioquímica clínica
8. Cardiología
9. Cirugía general
10. Endocrinología y nutrición
11. Farmacia hospitalaria
12. Hematología y hemoterapia
13. Medicina del trabajo
14. Medicina intensiva
15. Medicina interna
16. Medicina preventiva y salud pública
17. Microbiología y Parasitología
18. Nefrología
19. Neumología
20. Neurofisiología clínica
21. Neurología
22. Obstetricia y ginecología
23. Oftalmología
24. Oncología médica
25. Otorrinolaringología
26. Pediatría
27. Radiodiagnóstico
28. Rehabilitación
29. Reumatología
30. Urgencias
31. Urología

Es el hospital de referencia en toda la provincia.

## Localización
El hospital está situado en el Barrio de Santa Bárbara, Pº de Santa Bárbara, s/n.
Medios de transporte
El hospital está conectado con el centro de la ciudad a través de los autobuses urbanos:
- Pza. Mariano Granados - Hospitales - Los Royales.3